# QuickC
O Microsoft QuickC foi um IDE desenvolvido pela Microsoft para a linguagem de programação C, depois substituído pelo Visual C++ Standard Edition. O seu principal concorrente era o Turbo C.